# 羅格-薩瑪國家公園
11°24′30″N 106°00′30″E / 11.40833°N 106.00833°E
羅格－薩瑪國家公園是越南的國家公園，位於該國東南部，處於西寧省，成立於2002年，面積188平方公里，有白頭䴉鸛、鉗嘴鸛、戴氏鷴、眼斑孔雀雉等野生鳥類棲息。